# Matheus Sávio
Matheus Sávio (sinh ngày 15 tháng 4 năm 1997) là một cầu thủ bóng đá người Brasil.

## Sự nghiệp câu lạc bộ
Matheus Sávio hiện đang chơi cho Kashiwa Reysol.